# تپه گورستان سلطان بلاغ
تپه قبرستان سلطان بلاغ مربوط به سده‌های اولیه دوران‌های تاریخی پس از اسلام است و در شهرستان بوئین‌زهرا، بخش آوج، روستای سلطان بلاغ واقع شده و این اثر در تاریخ ۱۱ شهریور ۱۳۸۲ با شمارهٔ ثبت ۹۷۶۷ به‌عنوان یکی از آثار ملی ایران به ثبت رسیده است.